# Saverio Mattei
Saverio Mattei (1742-1795) va ser un advocat, estudiós polifacètic, traductor, músic i historiador de la música napoletà.
Va néixer a Montepaone el 19 d'octubre de 1742, fill d'una família de terratinents rics i de pare que era un lletrat de l'administració feudal i un músic diletant. Als deu anys va ser enviat al seminari arxipiscopal de Nàpols. A Nàpols també va completar els estudis de dret, va obtenir el doctorat el 1759. El mateix any, amb prou feines tenia disset anys, va publicar el seu primer treball encara en llatí, Exercitationes per saturam.
El 1766, amb 24 anys va publicar el primer tom de la seva obra mestra, la traducció des de l'hebreu dels salms i de les òperes poètiques de la bíblia Libri poetici della Bibbia. La seva notorietat va créixer pel fet que moltes d'aquestes traduccions es van posar en música per compositors de renom com Johann Adolph Hasse, Niccolò Jommelli, Marianna Martinez, N. Piccinni, Giovanni Paisiello.
L'activitat literària de traductor i d'assagista li porta fama, però no prou diners per fer viure la seva família. Paral·lelment va començar una carrera de jurista, primer com a advocat i aviat com a magistrat.
El 1790, Ferran IV de Borbó (1751-1825) el va nomenar delegat reial al Conservatori de la Pietà dei Turchini amb facultats de control absolut. Gràcies a la seva habilitat d'advocat i el seu renom al món cultural, va ser l'únic dels quatre conservatoris que no va haver de tancar el 1797. Saverio Mattei també va crear una col·lecció de manuscrits i publicacions dels grans compositors de l'escola napoletana, un fons molt important, conservat a la biblioteca del Conservatori de San Pietro a Majella.

## Obres destacades
- Libri poetici della Bibbia tradotti dall'ebraico originale, ed adattati al gusto della poesia italiana… (ebook gratuït). (1766-1768) (Llibres poètics de la Bíblia, traduïts de l'hebreu original i adaptats al gust de la poesia italiana…)
- La filosofia della musica, o sia La musica de’ Salmi (1779)
- Saggio di risoluzioni di diritto pubblico ecclesiastico (en italià). 1.  Torino: Giammichele Briolo, 1785.